# Nitrato de manganês(II)
Nitrato de manganês(II) é um composto inorgânico de fórmula química Mn(NO3)2. A forma mais comum é a tetrahidratada Mn(NO3)2·4H2O, no entanto as formas monohidratada e hexahidratada, bem como a anidra também são conhecidas. Alguns desses compostos são úteis como precursores dos óxidos de manganês.